# Brent Albright
Brent Alan Albright (Louisiana, 28 novembre 1978) è un ex wrestler statunitense che lotta nella Ring of Honor.
È noto per aver lottato nel roster di SmackDown della World Wrestling Entertainment con il ring name Gunner Scott. Ha inoltre un passato nella Ohio Valley Wrestling, dove vinse l'OVW Heavyweight Championship (in due occasioni), l'OVW Television Championship e l'OVW Southern Tag Team Championship (con Chris Masters), entrando a far parte del novero dei wrestler che si fregiano del titolo di Triple Crown Champion della OVW. Il 2 agosto 2008 ha battuto Adam Pearce conquistando l'NWA World Heavyweight Championship. Il 20 settembre ha perso il titolo contro Adam Pearce.

## Carriera

### WWE
Debutta a Smackdown il 7 aprile 2006, sconfiggendo Booker T, grazie a una distrazione di quest'ultimo. Il 15 aprile a Velocity sconfigge anche Simon Dean. Il 28 aprile a Smackdown, subisce la sua prima sconfitta per mano di Finlay. Il 6 maggio perderà sempre a Smackdown contro, Booker T. Però il 13 maggio a Velocity, batte Orlando Jordan. Il 19 maggio a Smackdown, in coppia con Chris Benoit, batte Booker T & Finlay. Il 27 maggio a Velocity, sconfigge Lawrence Tyler, Settimana Successiva sconfigge di nuovo Simon Dean. Il 10 giugno sempre a Velocity, batte Colt Cabana. Ritorna sul ring il 16 giugno a Smackdown, in coppia con Matt Hardy, ma vengono sconfitti da William Regal & Finlay, Settimana seguente perde in singolo contro Finlay. E il 30 giugno perde ancora contro Mr. Kennedy. Dopo quel match non apparirà più nello show e lascerà la WWE il 12 ottobre dello stesso anno.

## Personaggio

### Mosse finali
- Crowbar (Fujiwara armbar)
- Belly to belly suplex
- Half Nelson Suplex
- Sharpshooter

### Manager
- Kaci Cannon
- Steve Hartley
- Larry Sweeney

### Soprannomi
- "The Shooter"
- "The Gun For Hire"

### Musiche d'ingresso
- "Faint" by Linkin Park
- "Clayed and Stitched" by 8 Degrees
- "I Don't Wanna Stop" by Ozzy Osbourne

## Titoli e riconoscimenti
National Wrestling Alliance
- NWA World Heavyweight Championship (1)
- NWA Oklahoma Heavyweight Championship (1)
- NWA Universal Heavyweight Championship (1)

Oklahoma Championship Wrestling
- OCW Heavyweight Championship (1)
- OCW Tag Team Championship (3 - con Rocco Valentino)

Oklahoma Wrestling Alliance
- OWA Heavyweight Championship (1)
- OWA Ironman Championship (2)

Steel Rage Pro Wrestling
- SRPW Heavyweight Championship (1)

Xtreme Wrestling Entertainment
- XWE United States Championship (1)

Ohio Valley Wrestling
- OVW Heavyweight Championship (2)
- OVW Television Championship (1)
- OVW Southern Tag Team Championship (1 - con Chris Masters)

1 OVW triple crown champion. 
Pro Wrestling Illustrated
- 165º tra i 500 migliori wrestler singoli su PWI 500 (2010)